# Diócesis de Talibon
La diócesis de Talibon (en latín: Dioecesis Talibonensis, en inglés: Roman Catholic Diocese of Talibon y en cebuano: Dyosesis sa Talibon) es una circunscripción eclesiástica de la Iglesia católica en Filipinas. Se trata de una diócesis latina, sufragánea de la arquidiócesis de Cebú. Desde el 3 de junio de 2014 su obispo es Daniel Patrick Yee Parcon.

## Territorio y organización
La diócesis tiene 2243 km² y extiende su jurisdicción sobre los fieles católicos de rito latino residentes en la parte de la provincia de Bohol en la región de Bisayas Orientales. 
La sede de la diócesis se encuentra en la ciudad de Talibon, en donde se halla la Catedral de la Santísima Trinidad.
En 2020 en la diócesis existían 48 parroquias.

## Historia
La diócesis fue erigida el 9 de enero de 1986 con la bula Apostolica Sedes del papa Juan Pablo II, obteniendo el territorio de la diócesis de Tagbilaran.

## Estadísticas
Según el Anuario Pontificio 2021 la diócesis tenía a fines de 2020 un total de 792 431 fieles bautizados.
| Año                                                                             | Población            | Población | Población      | Sacerdotes | Sacerdotes    | Sacerdotes    | Bautizados por sacerdote | Diáconos permanentes | Religiosos | Religiosos | Parroquias |
| Año                                                                             | Bautizados católicos | Total     | % de católicos | Total      | Clero secular | Clero regular | Bautizados por sacerdote | Diáconos permanentes | Varones    | Mujeres    | Parroquias |
| ------------------------------------------------------------------------------- | -------------------- | --------- | -------------- | ---------- | ------------- | ------------- | ------------------------ | -------------------- | ---------- | ---------- | ---------- |
| 1990                                                                            | 456 828              | 460 928   | 99.1           | 30         | 30            |               | 15 227                   |                      |            |            | 22         |
| 1999                                                                            | 491 839              | 533 868   | 92.1           | 48         | 47            | 1             | 10 246                   |                      | 1          | 44         | 26         |
| 2000                                                                            | 491 839              | 533 868   | 92.1           | 51         | 50            | 1             | 9643                     |                      | 1          | 45         | 26         |
| 2001                                                                            | 531 100              | 574 118   | 92.5           | 55         | 54            | 1             | 9656                     |                      | 1          | 48         | 29         |
| 2002                                                                            | 543 500              | 590 770   | 92.0           | 54         | 53            | 1             | 10 064                   |                      | 1          | 49         | 29         |
| 2003                                                                            | 560 096              | 608 800   | 92.0           | 64         | 63            | 1             | 8751                     |                      | 1          | 49         | 32         |
| 2004                                                                            | 572 844              | 621 860   | 92.1           | 66         | 65            | 1             | 8679                     |                      | 35         | 39         | 33         |
| 2010                                                                            | 648 827              | 708 761   | 91.5           | 69         | 69            |               | 9403                     |                      |            | 53         | 37         |
| 2014                                                                            | 705 466              | 766 669   | 92.0           | 78         | 78            |               | 9044                     |                      |            | 53         | 39         |
| 2017                                                                            | 731 800              | 792 300   | 92.4           | 79         | 79            |               | 9263                     |                      |            | 65         | 40         |
| 2020                                                                            | 792 431              | 850 770   | 93.1           | 89         | 89            |               | 8903                     |                      | 62         | 67         | 48         |
| Fuente: Catholic-Hierarchy, que a su vez toma los datos del Anuario Pontificio. |                      |           |                |            |               |               |                          |                      |            |            |            |

## Episcopologio
- Christian Vicente Fernandez Noel † (6 de septiembre de 1986-3 de junio de 2014 retirado)
- Daniel Patrick Yee Parcon, desde el 3 de junio de 2014